# Юто
Юто (англ. Eutaw) — місто (англ. city) в США, в окрузі Грін штату Алабама. Населення — 2937 осіб (2020).

## Географія
Юто розташоване за координатами 32°50′46″ пн. ш. 87°54′1″ зх. д. / 32.84611° пн. ш. 87.90028° зх. д. (32.846247, -87.900332). За даними Бюро перепису населення США в 2010 році місто мало площу 31,10 км², з яких 30,91 км² — суходіл та 0,20 км² — водойми.

## Демографія
Згідно з переписом 2010 року, у місті мешкали 2934 особи в 1203 домогосподарствах у складі 760 родин. Густота населення становила 94 особи/км². Було 1355 помешкань (44/км²).
Расовий склад населення:
| - 80,2 % — чорних або афроамериканців - 18,1 % — білих - 0,4 % — азіатів - 0,1 % — корінних американців |

До двох чи більше рас належало 0,6 %. Частка іспаномовних становила 1,3 % від усіх жителів.
За віковим діапазоном населення розподілялося таким чином: 25,8 % — особи молодші 18 років, 57,4 % — особи у віці 18—64 років, 16,8 % — особи у віці 65 років та старші. Медіана віку мешканця становила 39,9 року. На 100 осіб жіночої статі у місті припадало 82,7 чоловіків; на 100 жінок у віці від 18 років та старших — 75,1 чоловіків також старших 18 років.
Середній дохід на одне домашнє господарство становив 33 903 долари США (медіана — 22 377), а середній дохід на одну сім'ю — 43 546 доларів (медіана — 29 423). За межею бідності перебувало 32,7 % осіб, у тому числі 43,5 % дітей у віці до 18 років та 27,8 % осіб у віці 65 років та старших.
Цивільне працевлаштоване населення становило 814 особи. Основні галузі зайнятості: освіта, охорона здоров'я та соціальна допомога — 39,6 %, роздрібна торгівля — 18,6 %, будівництво — 8,5 %, виробництво — 7,7 %.